# Fjodor Sjaljapin

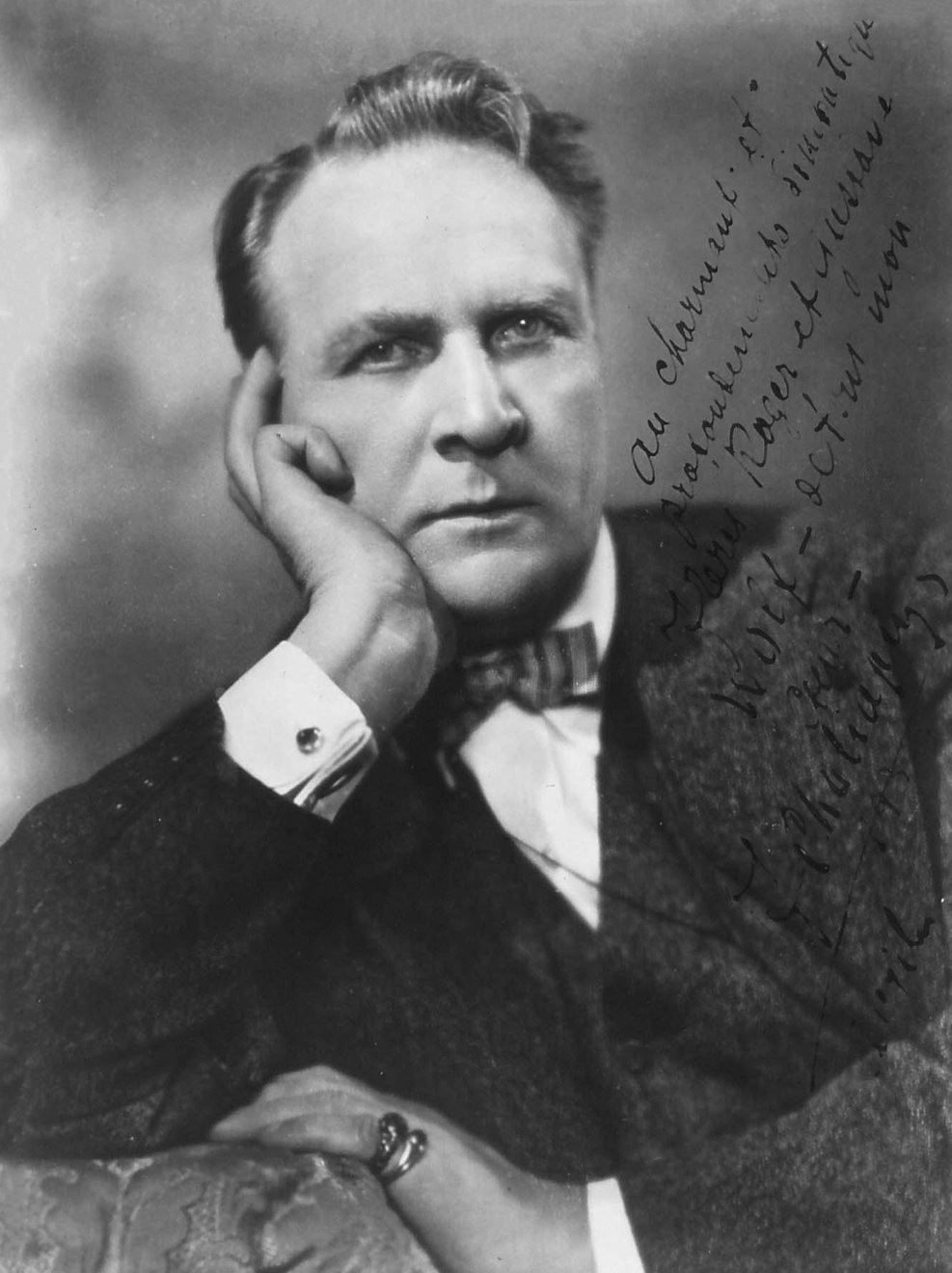
Fjodor Sjaljapin, 1930.

Fjodor Ivanovitsj Sjaljapin, ook wel Chaliapine (Russisch: Фёдор Ива́нович Шаля́пин), (Kazan, 13 februari 1873 - Parijs, 12 april 1938) was een Russische operazanger en een van de beroemdste bassen uit de muziekgeschiedenis.

## Leven

### Russische jaren

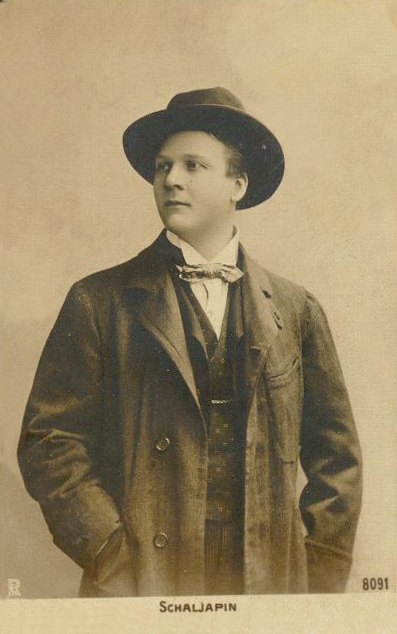
Op jonge leeftijd, rond 1895

Sjaljapin werd geboren in een arme boerenfamilie en kreeg eigenlijk nauwelijks muzikale opleiding. Zijn eerste zangervaringen deed hij op in een kerkkoor. Zijn professionele carrière begon in 1894 in Tiflis (Tbilisi), toen hij de rol van hogepriester Ramfis zong in Verdi's opera Aida. Daarna werd hij al snel gevraagd voor de rol van Méphistophélès in Charles Gounods Faust, in het Mariinskitheater te Sint-Petersburg. Dat werd een groot succes.
In 1896 sloot hij zich aan bij de Moskouse Marmontov-opera, waar hij met Sergej Rachmaninov werkte. Rachmaninov speelde een belangrijke rol in zijn muzikale ontwikkeling en Sjaljapin schitterde onder meer in de rollen van Boris Godoenov en Ivan de Verschrikkelijke. Tussen 1899 en 1914 trad Sjaljapin veelvuldig op in het Bolsjojtheater en maakte hij ook internationale tournees. Zo had hij in 1910 in Monte Carlo veel succes met Jules Massenets ‘Don Quichotte’) In die tijd gold hij samen met Enrico Caruso als de grootste zanger ter wereld. De diepte van zijn klassiek Russische basstem was ongeëvenaard en zijn muzikale interpretaties en levendige acteertalent werden alom geroemd. Hij verdiepte zich altijd uitgebreid in de historische personages die hij speelde, om zich beter te kunnen inleven. Ook diverse plaatopnames droegen bij aan zijn grote populariteit: wereldfaam verwierf hij met zijn opname van het klassieke Russische 'Lied van de Wolgaslepers’.

### Emigratie
Tijdens de Eerste Wereldoorlog verbleef Sjaljapin lange tijd in Engeland en na 1921 vertoonde hij zich uiteindelijk niet meer in Rusland, omdat hij zich niet op zijn gemak voelde in het instabiele klimaat na de Russische Revolutie van 1917, zonder zich overigens uit te spreken tegen de bolsjewieken. Hij maakte in de jaren twintig nog diverse succesvolle internationale tournees, onder meer in 1926 langdurig door Australië. Vanaf de jaren dertig woonde hij meestentijds in Parijs, te midden van de Russische emigrantengemeenschap. Ook daar bleef hij tot aan het einde van zijn leven schitteren in grote producties, en met regelmaat bleef hij ook afreizen naar bijvoorbeeld Londen en New York, om daar in opera’s te zingen. In 1932 kreeg hij de hoofdrol in de succesvolle geluidsfilm ‘Don Quichotte’ van Georg Wilhelm Pabst, naar de opera van Massenet waarmee hij eerder in Moskou al furore maakte.
In 1932 publiceerde Sjaljapin ook zijn beroemde memoires: Man en masker: veertig jaar uit het leven van een zanger. Zijn laatste optreden vond plaats in de Opera van Monte Carlo in 1937, als Boris Godoenov. Hij overleed in 1938 aan leukemie te Parijs, waar hij werd begraven. In 1985 werd zijn stoffelijk overschot naar de bij het Novodevitsjiklooster behorende Novodevitsjibegraafplaats te Moskou overgebracht.

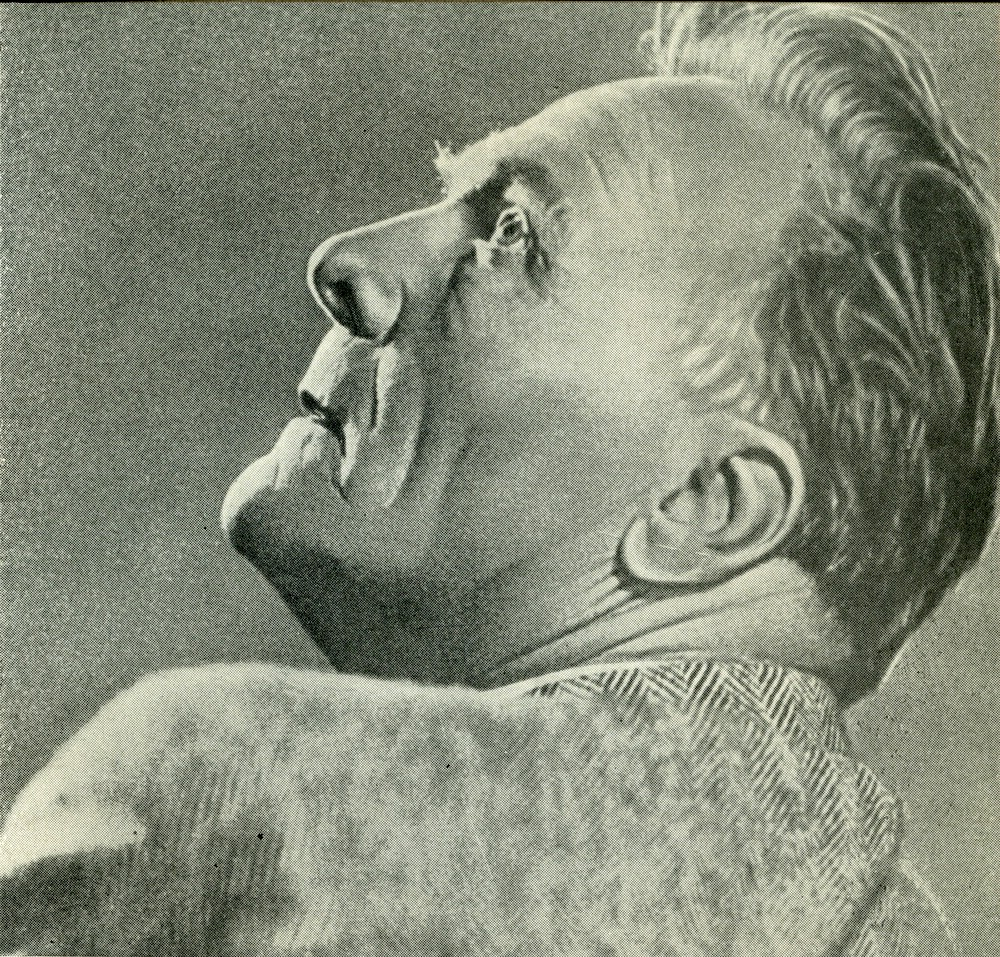
Sjaljapin, 1936

## Memoires
- Fjodor Sjaljapin: Pages from My Life. Harper and Brothers, 1927
- Fjodor Sjaljapin: Man and Mask: Forty Years in the Life of a Singer. Alfred A. Knopf, 1933
- Fjodor Sjaljapin: An Autobiography as Told to Maxim Gorky. Macdonald, 1968

## Sjaljapin als ...

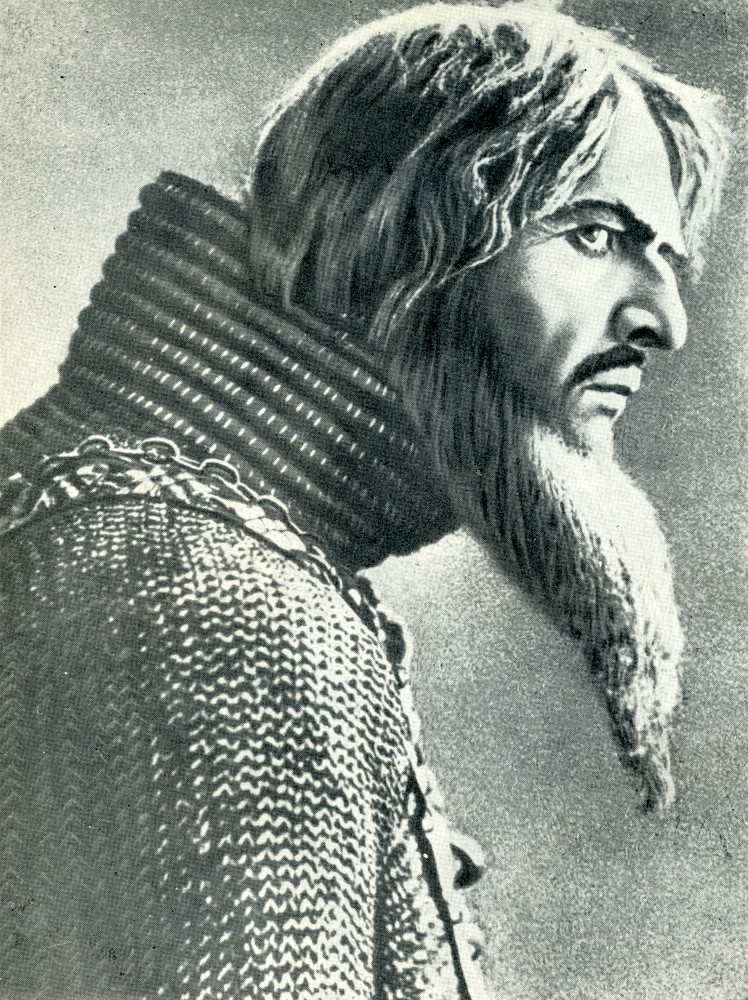
Ivan de Verschrikkelijke in ‘Het meisje van Pskov’, Rimski-Korsakov
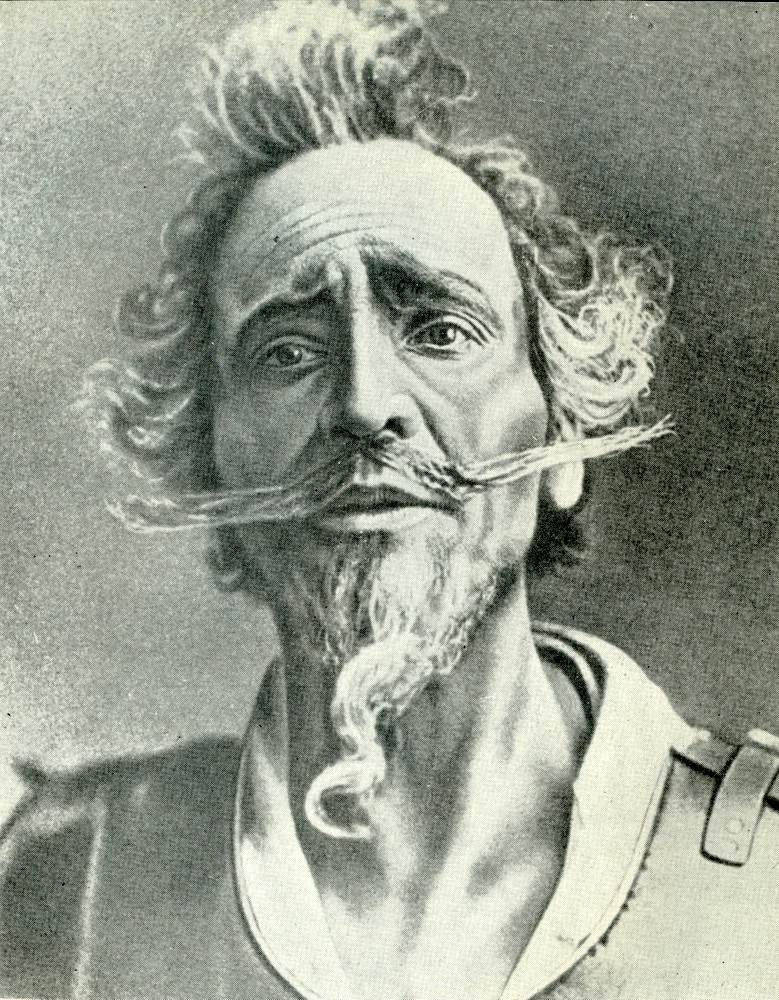
Don Quichotte, Massenet
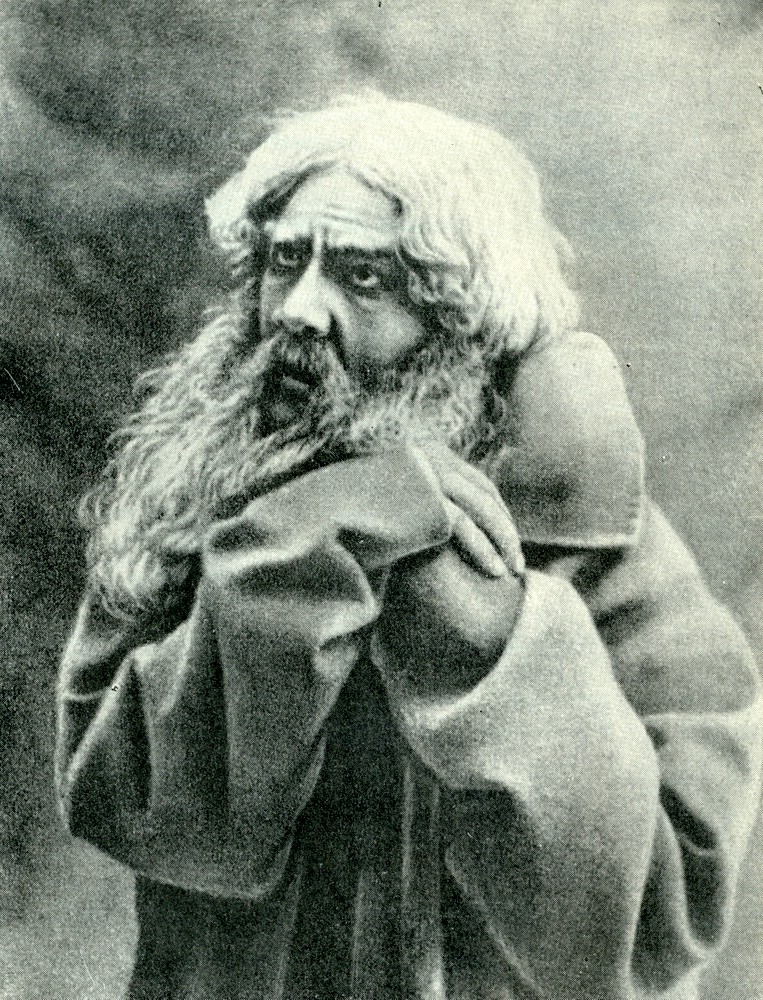
Ivan Soesanin, ‘Leven van de tsaar’, Glinka
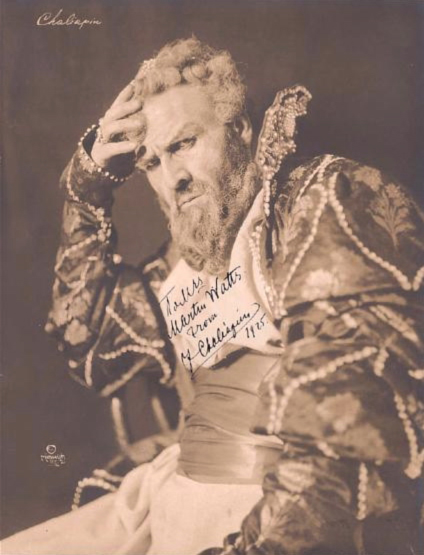
Boris Goedonov, Moessorgski
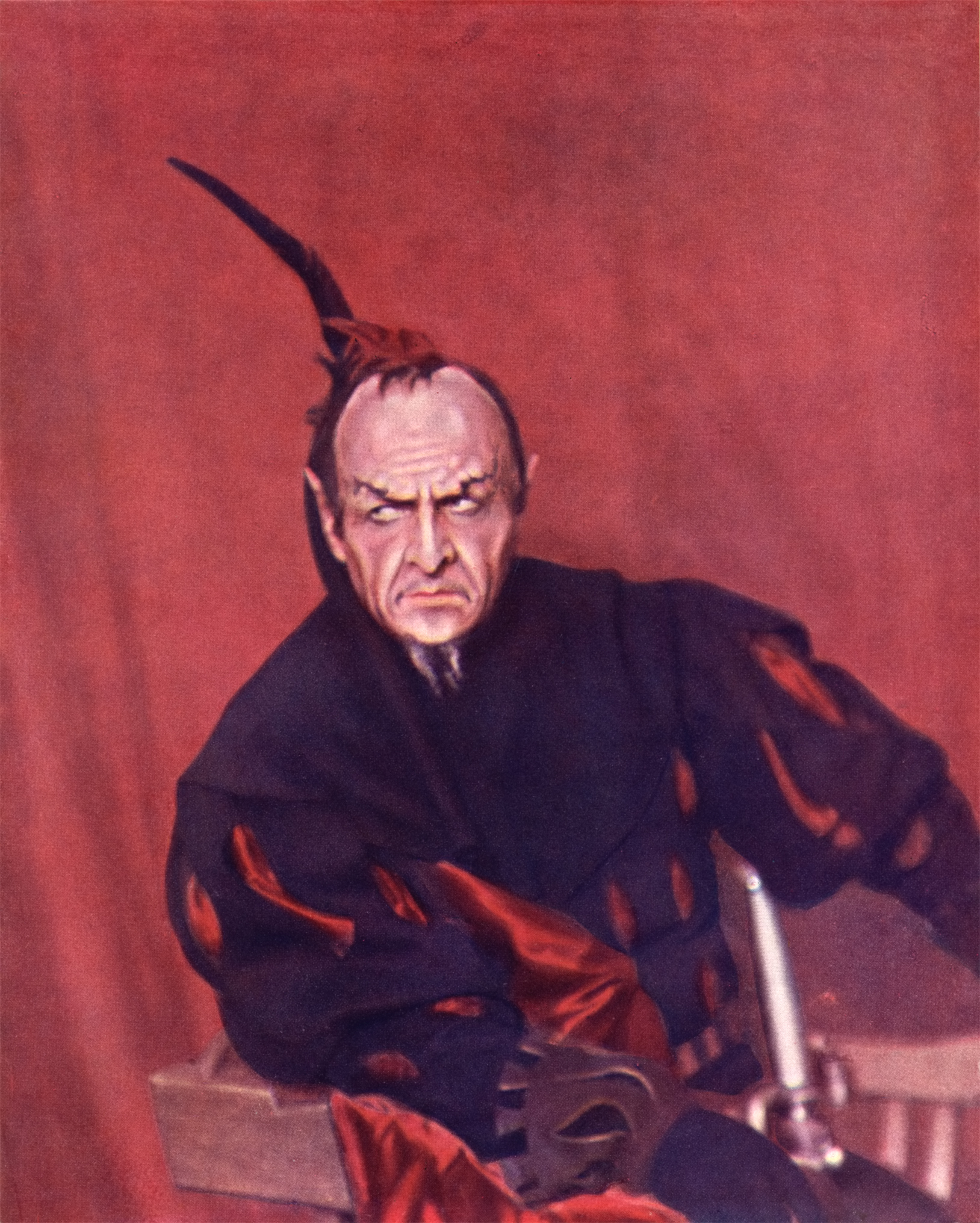
Mefistopheles, Faust, Gounod

## Geschilderd door ...

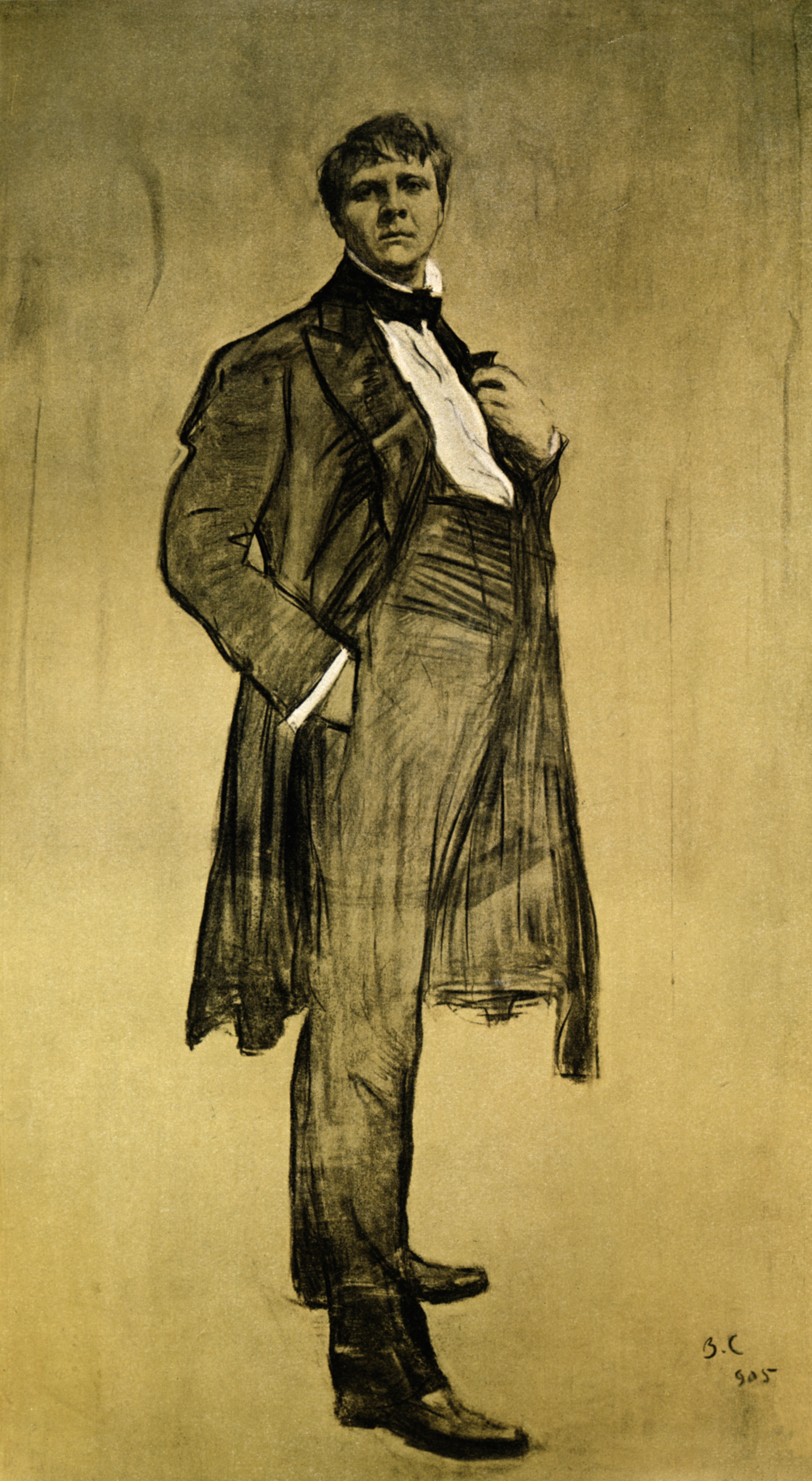
Valentin Serov, 1905
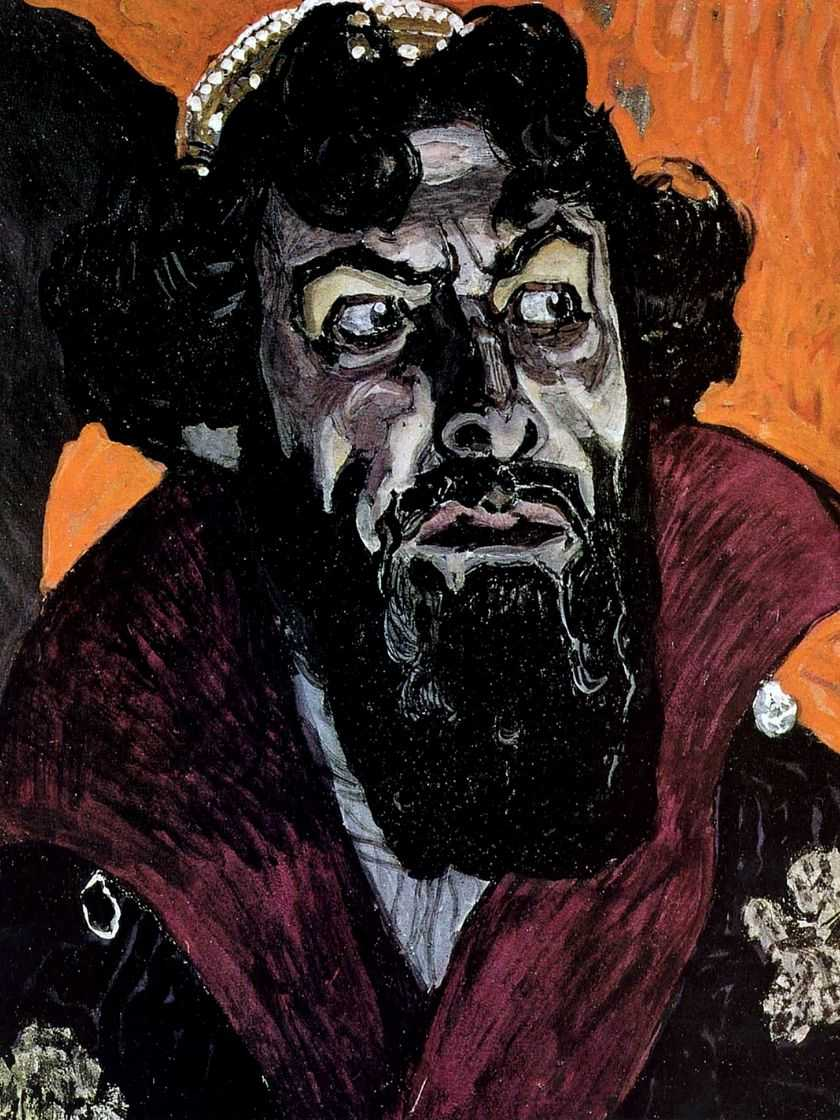
Aleksandr Golovin, 1912
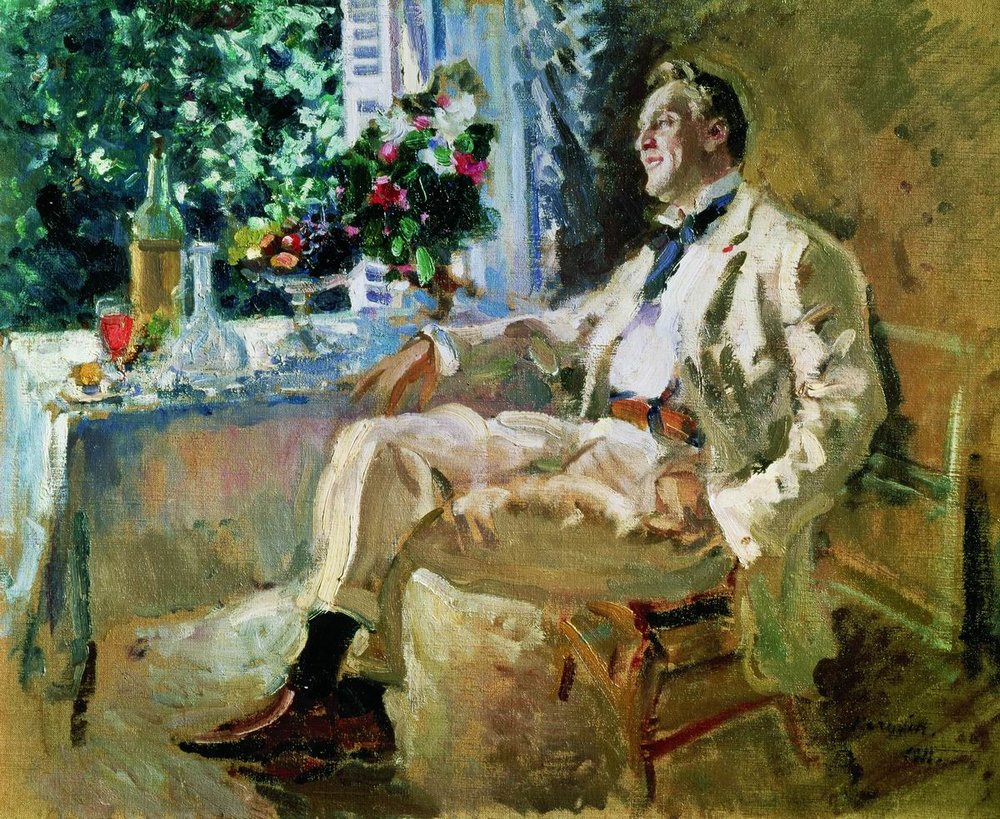
Konstantin Korovin, 1915
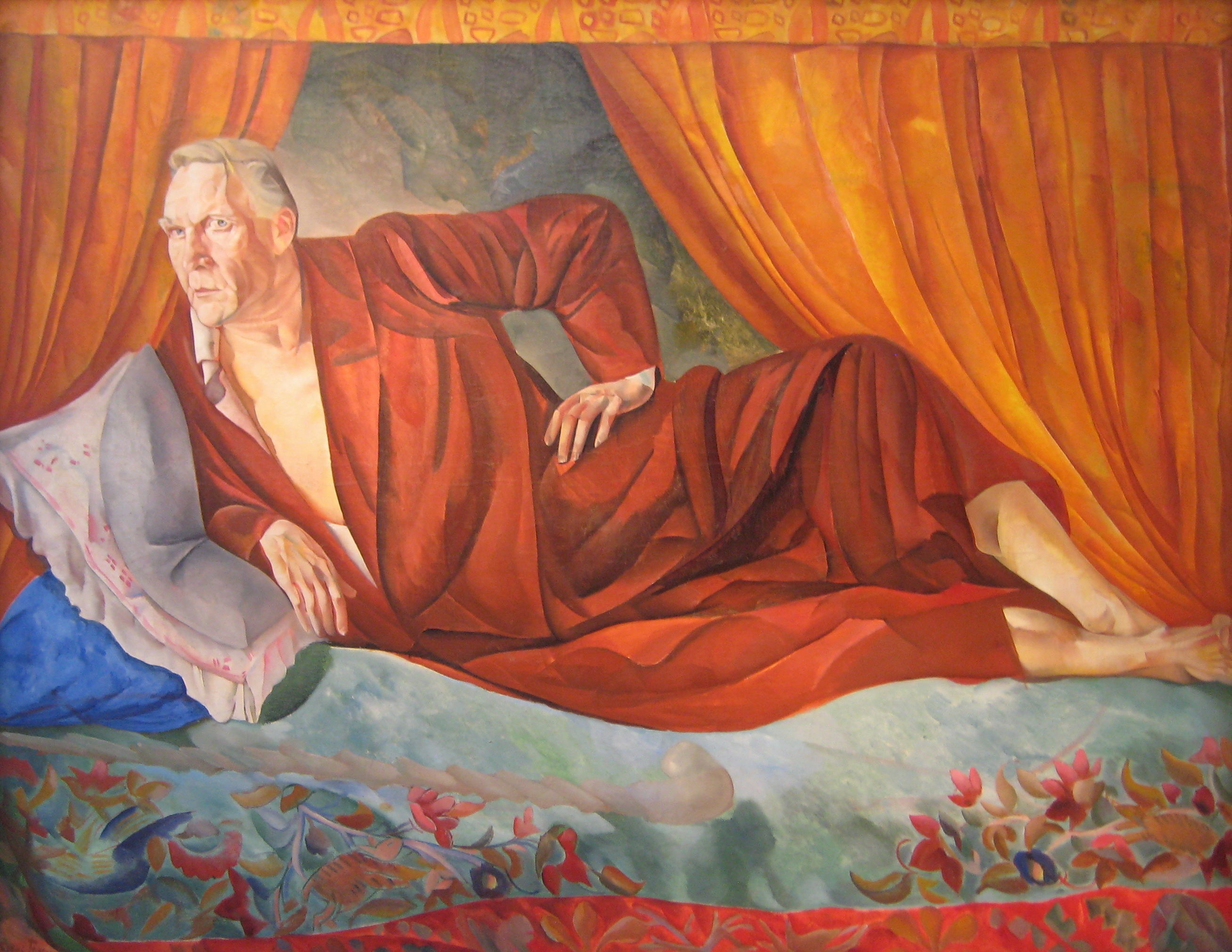
Boris Grigorjev, 1918
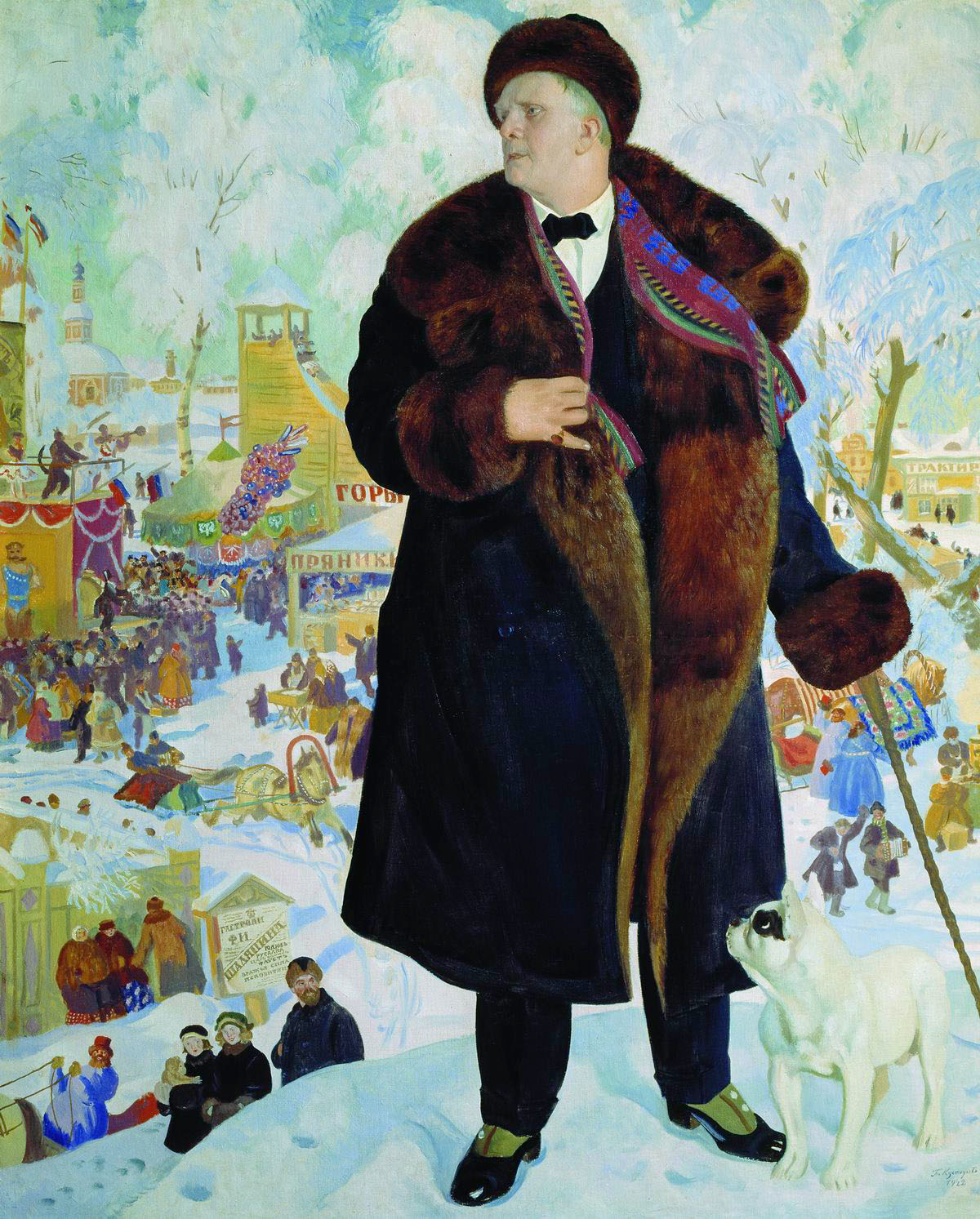
Boris Koestodiev, 1921

## Noot
1. ↑  Door hemzelf zo geschreven na zijn emigratie naar het Westen

- Bibsys: 90135276
- Biblioteca Nacional de Chile: 000456315
- Biblioteca Nacional de España: XX1474810
- Bibliothèque nationale de France: cb11955933j (data)
- CiNii: DA02682965
- Gemeinsame Normdatei: 118606352
- International Standard Name Identifier: 0000 0003 5455 8635
- Library of Congress Control Number: n50002543
- Nationale Bibliotheek van Letland: 000035619
- MusicBrainz: 0ffcc552-fc9d-4b79-a6d5-b78912a7cdfb
- Bibliotheek van het Japanse parlement: 00456208
- Nationale Bibliotheek van Tsjechië: jn20011211152
- Nationale bibliotheek van Australië: 36093552
- Nationale Bibliotheek van Israël: 987007462815105171
- Nationale Bibliotheek van Polen: a0000001179147
- Nederlandse Thesaurus van Auteursnamen: 071132686
- Réseau des bibliothèques de Suisse occidentale: 02-A022714551
- RKD-Nederlands Instituut voor Kunstgeschiedenis: 16258
- LIBRIS: 105646
- SNAC: w6057ftb
- Système universitaire de documentation: 196439582
- Trove: 334165
- Union List of Artist Names: 500070124
- Virtual International Authority File: 46730083
- WorldCat: E39PBJhMgCmXPGr3Pt4BgBV9jC